# Llengües gurage
Les llengües gurage (també conegudes com a guragie o ጉራጌ) són les llengües parlades pel poble gurage, un grup ètnic situat a la Zona Gurage del sud d'Etiòpia on hi ha gran diversitat ètnica. Les llengües gurage no constitueixen un agrupament lingüístic coherent, més aviat el terme és a la vegada lingüístic i cultural. El poble gurage parla un gran nombre de llengües separades, totes elles pertanyen a la branca sud de la família de les llengües semítiques etíops (la qual també inclou l'Amhàric). Aquests idiomes sovint reben el nom col·lectiu de «guraginya» per part dels altres etíops (-inya és el sufix amhàric per la majoria de les llengües semítiques d'Etiòpia.
Hi ha tres subgrups dialectals: del nord, de l'est i de l'oest. El gurage de l'est és el més proper a l'amhàric.
Els idiomes gurages s'escriuen amb l'alfabet etíop. El subconjunt del gurage té 44 glifs independents.
Aquestes llengües estan influïdes per les llengües cuixítiques, encara més que en el cas de l'amhàric.

## Idiomes
En el grup nord:
- Soddo (Kistane)
  - Dialectes: Soddo, Goggot (Dobi)

En el grup est:
- Silt'e ells mateixos, però, no es consideren Gurage
  - Dialectes: Ulbare, Wolane, Inneqor
- Zay (Zway)

En el grup oest:
- Inor
  - Dialectes: Ennemor [Inor pròpiament dit], Endegegn, Gyeto
- Mesqan
- Mesmes (extint; de vegades considerat Inor)
- Sebat Bet Gurage
  - Dialectes: Chaha, Ezha, Gumer, Gura, Muher

Sebat Bet (o Sebat Beit), és un grup en ell mateix; el terme significa literalment "Set cases"